# قطعنامه ۸۵۸ شورای امنیت
قطعنامه ۸۵۸ شورای امنیت سازمان ملل متحد که در تاریخ ۲۴ اوت ۱۹۹۳ تصویب شد، سندی بین‌المللی دربارهٔ آبخاز، گرجستان است. این قطعنامه طی نشست ۳۲۶۸ام با ۱۵ رای موافق، ۰ مخالف و ۰ ممتنع تصویب شد.